# Leonardo da Pistoia
Leonardo da Pistoia, né Leonardo Grazia  (Pistoia, 1502 - Naples, vers 1548) est un peintre italien de la première moitié du XVIe siècle qui travailla à Naples avec Giovan Francesco Penni (il Fattore).

## Biographie
Leonardo da Pistoia eut Girolamo Siciolante da Sermoneta comme élève.

## Sources
- (it) Cet article est partiellement ou en totalité issu de l’article de Wikipédia en italien intitulé « Leonardo da Pistoia » (voir la liste des auteurs).
- Le Bénézit précise de ne pas le confondre avec Leonardo di Francesco di Lazzaro Malatesta (ca 1483 - après 1518), connu aussi comme Leonardo da Pistoia.

## Liens externes

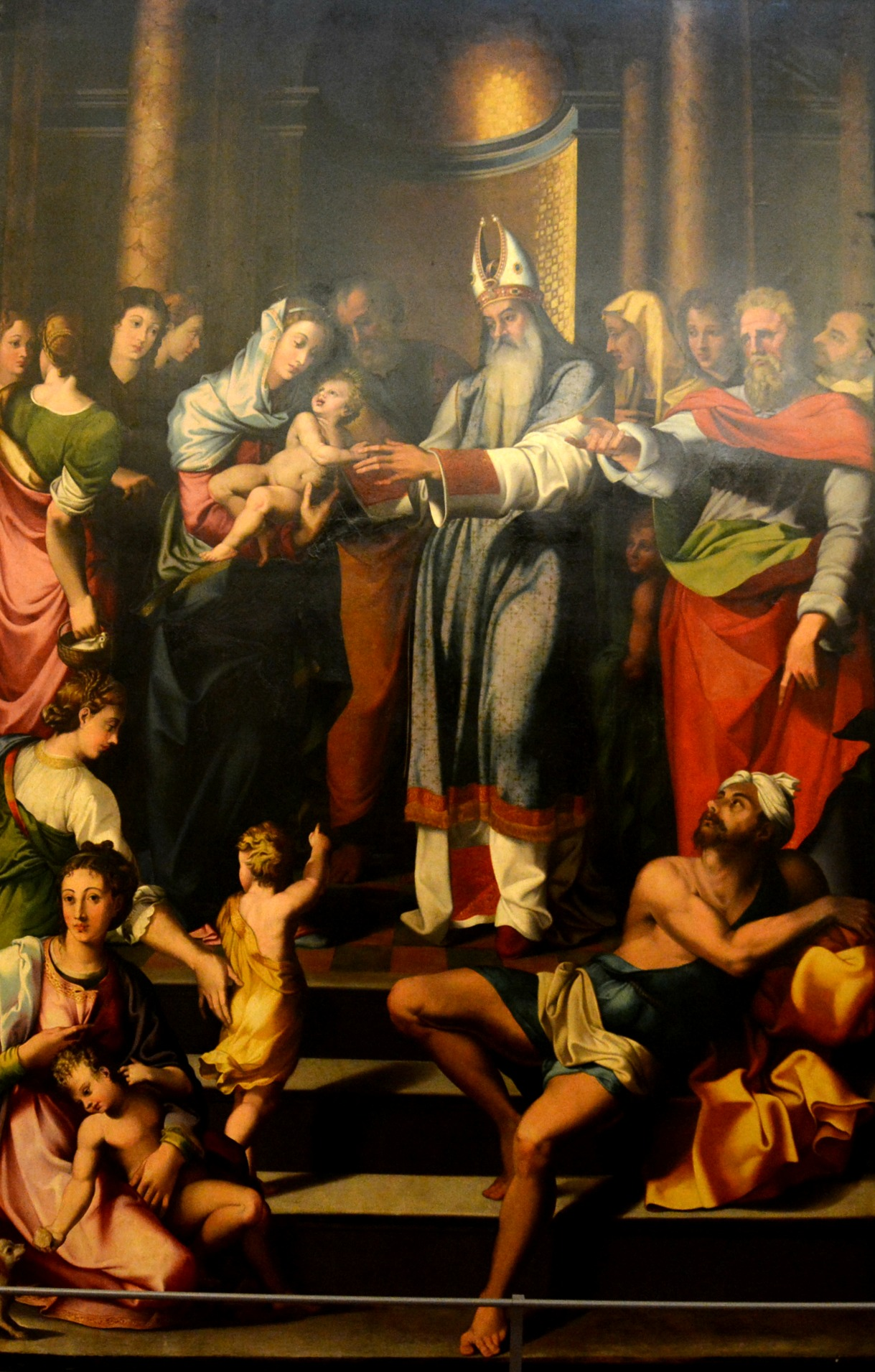
oeuvre de Leonardo de Pistoia